# Lăcar mare
Lăcarul mare (Acrocephalus arundinaceus) este o pasăre migratoare și cântătoare din ordinul paseriformelor (Passeriformes), familia acrocefalidelor (Acrocephalidae), răspândită în regiunile mlăștinoase, cu  lacuri și bălți, bogate în vegetație (stuf, tufișuri sau ierburi înalte) din Palearctica, India și Australia. Iernează în Africa și Asia de sud-est. Are o mărimea de 16–21 cm  (între vrabie și mierla neagră),  cu un colorit brun-roșcat, mai deschis pe partea inferioară, ciocul este destul de puternic, turtit ușor și la bază lățit, picioarele sunt cenușii. Se hrănește cu insecte, iar toamna cu diferite boabe mici. Cuibărește în stufărișul din jurul lacurilor și al mlaștinilor, cuibul este situat  la 60–120 cm deasupra apei, între 3-4 sau mai multe tulpini de stuf; el este țesut dens din iarbă, frunze, pedunculi florali, puf și fibre vegetale, pânză de păianjen și este căptușit cu frunze mici, rădăcini, păr, câteodată și cu pene; cuibul este construit de femelă. Femela depune o pontă din 4-6 ouă, care sunt depuse la mijlocul lunii mai; ouăle sunt fusiforme, netede, cu luciu slab, verde deschis, verde-albăstrui, albastre, mai rar albe, cu pete de nuanțe diferite de maro și verde, uneori cu stropi printre ele. Incubația durează 14-15 zile. Clocesc ambele sexe, o dată pe an.  Puii sunt  nidicoli, golași, au gâtlejul galben-portocaliu, cu două puncte întunecate la baza limbii și o umflătura marginală a ciocului de culoare galben-albicioasă; sunt hrăniți de ambii părinți timp de 14 zile. Cântecul este compus din  sunete "car-car-car-cri-cri-cri-cre-cre-crcrcr", care se repeta fiecare de 2-3 ori; în lunile mai-iunie, toate bălțile din România răsună de cântecul lăcarului mare.

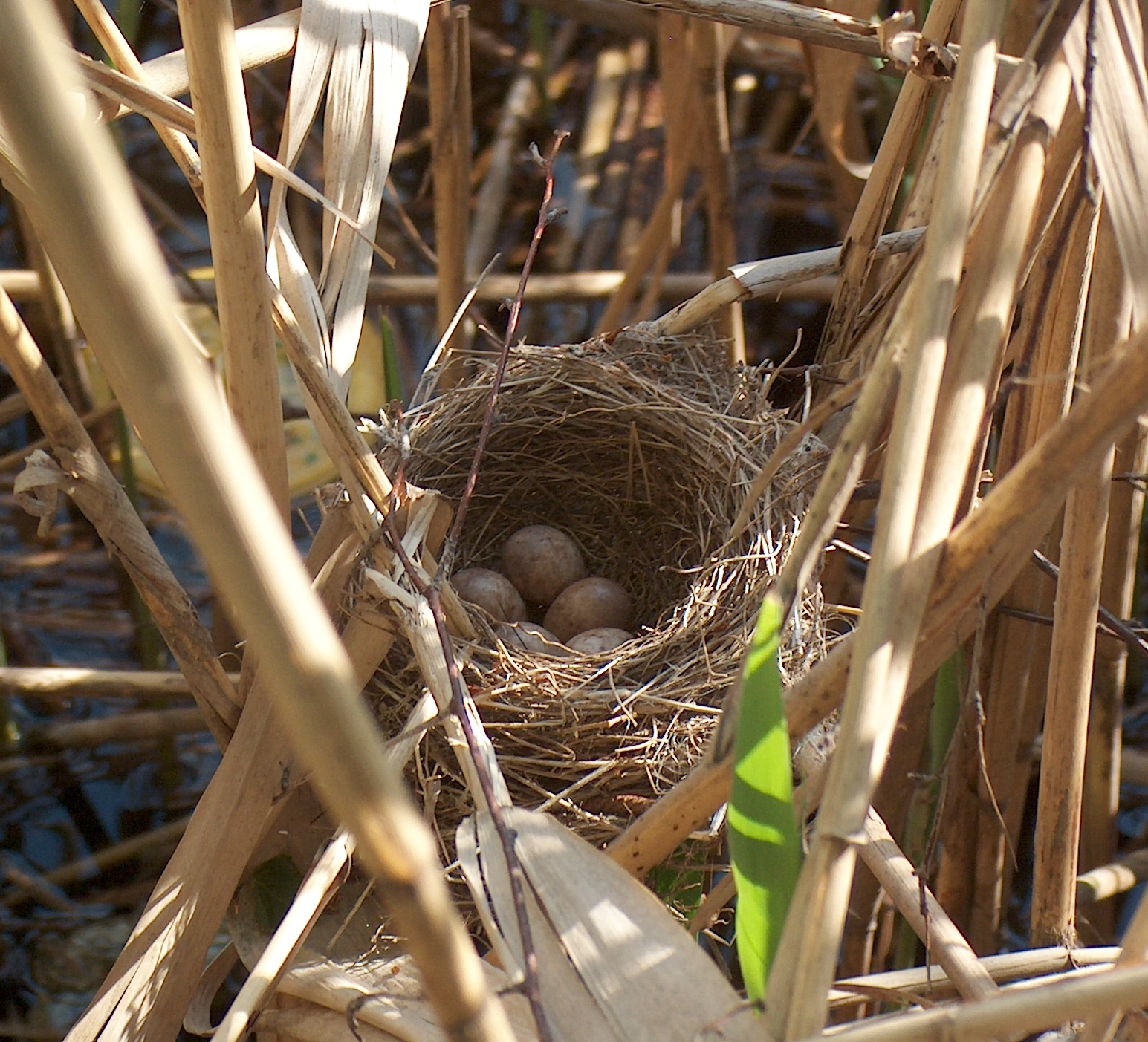
Cuibulcu pontă în stufăriș

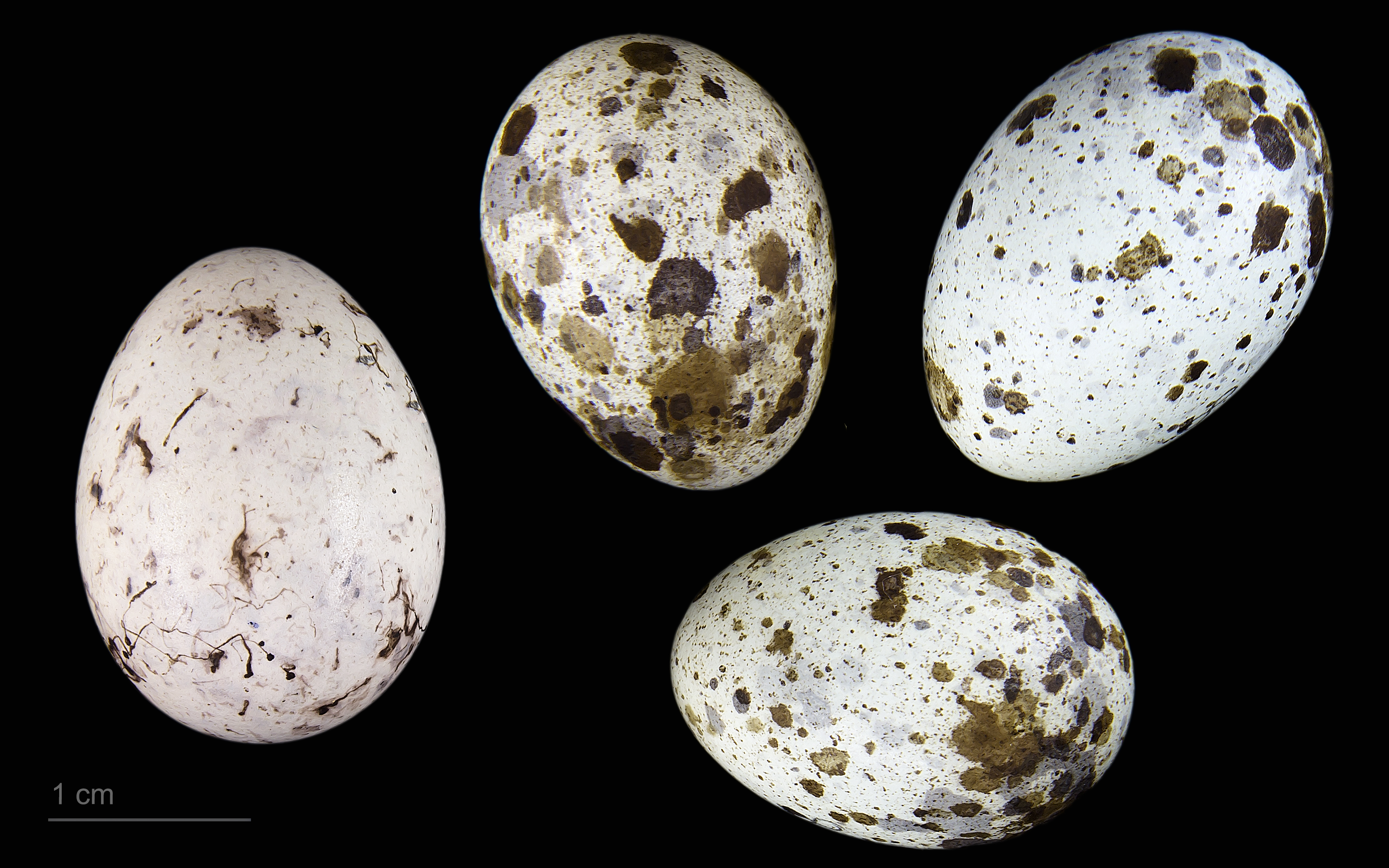
Cuculus canorus canorus într-un cuib de Acrocephalus arundinaceus - MHNT

În România este prezentă în sezonul de vară, iar toamna migrează pentru a ierna în Africa de Vest și Centrală; este răspândită în Delta Dunării și în bălțile cu stufărișuri din restul țării. Sunt descrise mai multe subspecii; în România este răspândită subspecia Acrocephalus arundinaceus arundinaceus. Populația de lăcari mari din România ajunge la 145.000-260.000 de perechi .